# Paracosmetura
Paracosmetura is een geslacht van rechtvleugeligen uit de familie sabelsprinkhanen (Tettigoniidae). De wetenschappelijke naam van dit geslacht is voor het eerst geldig gepubliceerd in 2000 door Liu.

## Soorten
Het geslacht Paracosmetura  is monotypisch en omvat slechts de volgende soort:
- Paracosmetura cryptocerca (Liu, 2000)